# Camino, Piemonte
Camino är en ort och kommun i provinsen Alessandria i regionen Piemonte i Italien. Kommunen hade 751 invånare (2018).